# Apamea okinawensis
Apamea okinawensis là một loài bướm đêm trong họ Noctuidae.